# C小調雙大鍵琴協奏曲 (巴赫)

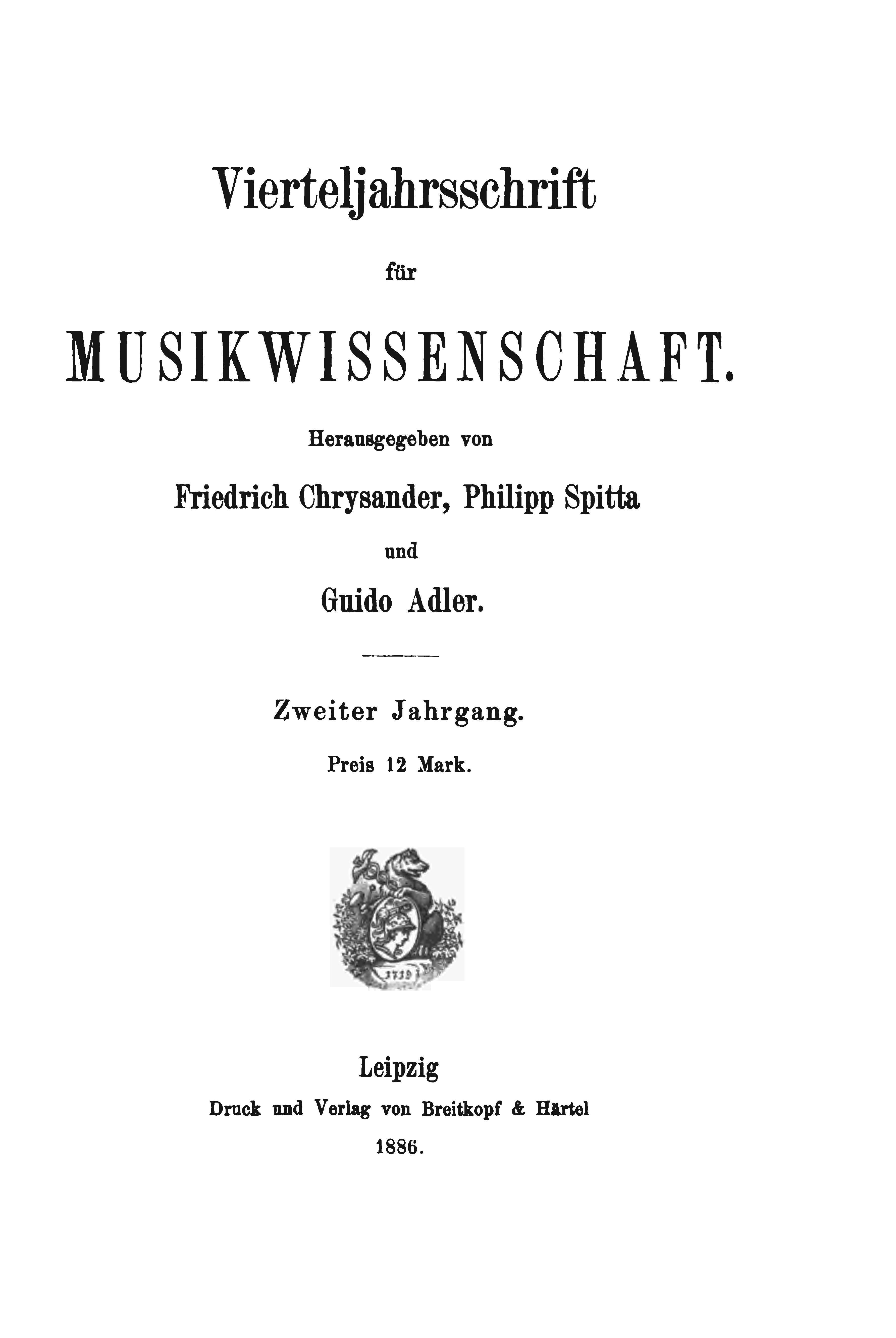
1886年《音樂學季刊》（Vierteljahrsschrift für Musikwissenschaft）的標題頁，該書中沃爾德馬爾·福格特的論文主張，巴赫的C小調雙大鍵琴協奏曲BWV 1060，原型應是散迭的雙簧管小提琴協奏曲。

《C小調雙大鍵琴協奏曲》（德語：Konzert c-Moll für zwei Cembali），BWV 1060，是约翰·塞巴斯蒂安·巴赫所作，由兩部大鍵琴和弦樂團演奏的协奏曲。現存的作品很可能是1730年代後半才改編而成，猜想原曲亦是C小調協奏曲，但由雙簧管和小提琴演奏。推測存在的原曲，可能是巴赫在柯騰時期（1717年至1723年）作成，但該版本已散迭。後世重構出幾個可能版本，編號記為BWV 1060R。

## 歷史
現存18世紀手稿中，該協奏曲編排為兩部大鍵琴與弦樂演奏，但自19世紀後期起，已有廣為接受的假設，認為該曲源於一部小提琴雙簧管協奏曲。較早該部協奏曲的準確日期未可考，但學者認為在1720年代早期已經出現。雙大鍵琴版本很可能在1736年前後面世，較闊的估計是1735年至1740年間。

## 結構
|         |         |         |
| 1. 快板 | 2. 柔板 | 3. 快板 |

協奏曲是為兩部大鍵琴（ I, II）譜成，另有兩個小提琴聲部、中提琴、通奏低音。首尾兩個快板樂章中，能夠明顯分辨兩個獨奏聲部的織體和音形之間有何不同。該些樂章中，第二大鍵琴的主旋律通常較抒情，不及第一大鍵琴輕巧敏捷。而中間的柔板樂章中，兩個獨奏聲部相互模仿，兩者織體和音形差異不大，學者認為情況與巴赫的雙小提琴協奏曲，BWV 1043中間的樂章類似。
長度約為14分鐘（按§ 重構原曲所附錄音計算）。

### 第一樂章：快板
開首的主題以多種方式變奏，至樂章結尾方回到起初的樣式。

### 第二樂章：柔板
中間的柔板樂章有一個如歌的主旋律，兩個獨奏聲部先後模仿，弦樂團伴奏。18世紀手稿中，有兩種不同方式的伴奏：一個版本的弦樂用弓拉（arco），另一個則是撥奏。

### 第三樂章：快板
末一樂章的，有一個與布雷舞曲類似的高速主題，兩個獨奏聲部的插句幾乎皆是基於該主題。

## 反響
約翰·尼古勞斯·福爾克在19世紀早期出版的巴赫傳記中，稱協奏曲「很老」，意思可能是他認為曲的風格古舊。協奏曲於1848年出版，由弗里德里希·康拉德·格里本科爾編輯。

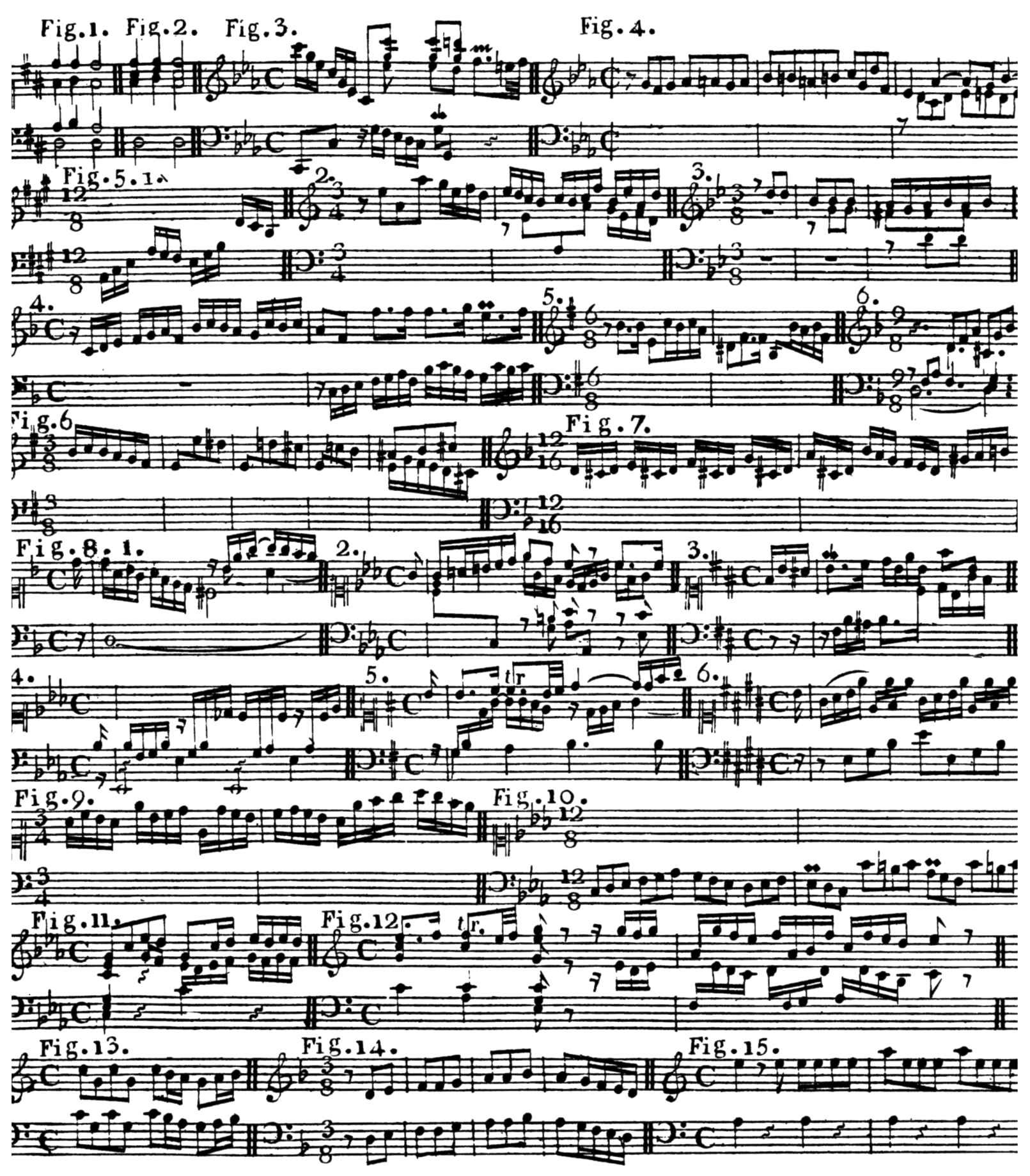
《約翰·塞巴斯蒂安·巴赫：生平、藝術、作品》中，首頁音樂範例：頁中Fig. 11為BWV 1060的首句

雙大鍵琴協奏曲的1874年德國巴赫學會版序言中，威廉·魯斯特提出，原曲應是為雙小提琴而作。1886年，沃爾德馬爾·福格特則論證，第二大鍵琴聲部對應的原樂器，較可能是雙簧管，且幾乎可以認定原曲就是1764年伯恩哈德·克里斯多福·布賴特科普夫目錄提到的散迭的協奏曲。

### 重構原曲
麥斯·施耐德重構的版本是一部D小調雙小提琴協奏曲，1920年於萊比錫巴赫節演出。麥斯·塞佛特重構小提琴雙簧管版本時則認為，沿用大鍵琴版本的C小調更合理。
沃夫岡·施密德在《巴哈作品目錄》（BWV）1990年第二版序中提出，若某部作品已散迭，但衍生作品流傳至今並有BWV編號，則重構（reconstructed）所得的原曲，在BWV號後加一個大寫字母「R」標記。所以BWV 1060協奏曲的假想前身，記作BWV 1060R。施密德在1990年版BWV中，記載的1060R號重構作品，是雙簧管和小提琴擔任獨奏的C小調協奏曲。

## 外部鏈結
- C小調雙大鍵琴協奏曲 (巴赫)：国际乐谱典藏计划上的乐谱